# Lothar Pacholski
Lothar Pacholski (* 1. April 1938 in Zeitz; † 31. Dezember 2005) war Fußballspieler in der obersten Spielklasse des DDR-Fußballverbandes, der DDR-Oberliga. Er spielte dort für die Betriebssportgemeinschaften (BSG) Chemie Zeitz und Chemie Leipzig. Mit Chemie Leipzig wurde er 1964 DDR-Meister. Später war Pacholski als Fußballtrainer tätig.

## Fußball-Laufbahn
Pacholski begann 1952 als Nachwuchsballspieler bei der BSG Chemie in seiner Heimatstadt Zeitz, südwestlich von Leipzig. 1954 wurde er mit der B-Jugend DDR-Meister. 1959 wurde er in die 1. Männermannschaft aufgenommen, die zu dieser Zeit in der DDR-Oberliga spielte. Als Chemie Zeitz 1960 in die zweitklassige DDR-Liga abstieg, hatte Pacholski 49 der 52 Oberligapunktspiele der Spielzeiten 1959 und 1960 bestritten und dabei sechs Tore erzielt. Zuvor war er am 4. Mai 1960 zu seinem einzigen internationalen Auswahleinsatz gekommen. Im Spiel der DDR-Nachwuchs-Nationalmannschaft gegen Polen (0:3) war er auf der für ihn ungewohnten Position des linken Verteidigers aufgeboten worden. Bis zum Ende der Saison 1962/63 spielte Pacholski mit Chemie Zeitz in der DDR-Liga. Am 1. Mai 1963 stand er als Mittelstürmer mit den Zeitzern im Endspiel um den DDR-Fußballpokal, der Zweitligist war jedoch beim 0:3 gegen den Oberligisten Motor Zwickau chancenlos.
Im Sommer 1963 wurde der Leipziger Fußball neu geordnet. Die vermeintlich besten Fußballspieler der bisherigen Oberligaklubs Rotation und Lok Leipzig wurden dem neu gegründeten SC Leipzig zugeführt, der später so genannte „Rest von Leipzig“ musste in der weniger geförderten Betriebssportgemeinschaft Chemie Leipzig spielen. Zur Verstärkung dieser Mannschaft wurde Lothar Pacholski nach Leipzig geholt. Er gehörte von Beginn an zur Stamm-Mannschaft von Chemie Leipzig und bestritt alle 26 Oberligapunktspiele der Saison 1963/64. Er erwies sich als vielseitig einsetzbarer Stürmer und spielte auf allen Angriffspositionen. Am Saisonende war Chemie Leipzig überraschend DDR-Meister geworden, Pacholski hatte seinen einzigen Titel seiner Fußball-Laufbahn im Männerbereich gewonnen. Damit war die Oberligakarriere des 26-Jährigen mit insgesamt 75 Einsätzen und elf Toren (sechs für Chemie) bereits beendet, denn Pacholski wurde im Herbst 1964 zum Militärdienst eingezogen und kehrte anschließend nicht mehr in die Oberliga zurück.
Pacholski absolvierte seinen Militärdienst zunächst bei der Armeesportgemeinschaft (ASG) Vorwärts im südostthüringischen Zschachenmühle. 1965 wurde er zur ASG Vorwärts Meiningen delegiert, die in die DDR-Liga aufgestiegen war. Mit dieser Mannschaft spielte Pacholski bis zum Ende der Saison 1972/73 in der DDR-Liga. Anschließend übernahm er das Training der Ligamannschaft. Im Sommer 1974 wurde die ASG nach Plauen verlegt und trat von da an als ASG Vorwärts Plauen auf. Auch in Plauen konnte Pacholski die Mannschaft noch bis 1981 in der DDR-Liga halten. 1975 und 1977 erreichte er mit Liga-Platz drei sein bestes Ergebnis als Trainer. Als die Plauener 1981 in die Bezirksliga absteigen mussten, behielt Pacholski das Traineramt und führte seine Mannschaft nach einem Jahr wieder in die DDR-Liga zurück. Doch auch in der neuen Liga-Saison 1982/83 konnte sich Vorwärts Plauen mit Platz zehn den Klassenerhalt nicht sichern, und Pacholski stieg mit seiner Mannschaft erneut in die Drittklassigkeit ab. Eine Rückkehr des Trainers Lothar Pacholski in den höherklassigen Fußball gelang nicht mehr.
Später fungierte er als Vorsitzender des Stadtsportbundes Plauen. Noch während seiner Zeit als aktiver Fußballspieler hatte er ein Studium zum Maschinenbau-Ingenieur absolviert und war im Armeefußball bis zum Offizier aufgestiegen. Er starb im Alter von 67 Jahren.